# Enkhuizen vasútállomás
Enkhuizen vasútállomás Hollandiában, Enkhuizen városában.

## Vasútvonalak
Az állomást az alábbi vasútvonalak érintik:
- Zaandam–Enkhuizen-vasútvonal

## Kapcsolódó állomások
A vasútállomáshoz az alábbi állomások vannak a legközelebb:
- Bovenkarspel Flora vasútállomás